# Колесов, Олег Анатольевич
Олег Анатольевич Ко́лесов (укр. Олег Анатолійович Колесов; род. 15 февраля 1969, Днепропетровск) — советский и украинский футболист, вратарь. С 2003 года на тренерской работе. Главный тренер клуба «Крымтеплица».

## Игровая карьера
Футболом начал заниматься в спортивной школе «Днепр-75». В шестнадцатилетнем возрасте был принят в дубль днепропетровского «Днепра», где тренером по вратарям был Леонид Колтун. В дубле провёл пять лет. Затем проходил воинскую службу в одесском СКА.
В 1992 году Анатолий Заяев пригласил Колесова в «Таврию». В том году симферопольские футболисты стали первым чемпионами Украины. В «золотом матче» против киевского «Динамо» Колесов сумел сохранить свои ворота сухими. Став чемпионом Украины, «Таврия» получила право играть в Кубке чемпионов. В первом раунде был пройден ирландский «Шелбурн». Следующим соперником таврийцев был швейцарский «Сьон». Уже на 20-й минуте первого поединка Колесов был удалён за игру рукой за пределами штрафной площадки. В меньшинстве «Таврия» уступила швейцарцам 1:4.
В 1993 году Колесов перешёл в «Темп» из Шепетовки. Далее играл в командах «Торпедо» и «Металлург» (Запорожье), «Металлист» (Харьков), «Полесье» (Житомир), «Николаев», «Ворскла-2» (Полтава), «Сталь» (Днепродзержинск).

## Тренерская карьера
С июня 2003 года (с перерывом) на тренерской работе в «Таврии». В 2011 году тренировал молодёжную команду «таврийцев». В 2012 году работал тренером вратарей в клубе «Крымтеплица». С июня 2012 года по март 2013 года — тренер вратарей «Таврии» (U-19). С марта 2013 года — тренер вратарей основного состава.
В январе 2018 года вошёл в тренерский штаб ялтинского «Рубин» выступающего в Премьер-лиге КФС. Летом 2018 года стал тренером вратарей в клубе Инкомспорт (Ялта) дебютирующим в Премьер-лиге Крыма. В октябре после отставки Игоря Рудого стал сначала исполняющим обязанности главного тренера, а затем и главным тренером «Инкомспорта». В январе 2019 года был назначен главным тренером клуба «Крымтеплица» выступающим также в Премьер-лиге КФС.
В апреле 2021 года вновь назначен главным тренером «Крымтеплицы».

## Достижения
«Таврия»
- Чемпион Украины: 1992